# Monster (빅뱅의 노래)
Monster(한국어: 몬스터)는 대한민국의 음악 그룹 빅뱅의 노래이다. 이 노래는 2012년 6월 3일 발매된 그들의 다섯 번째 EP 음반 Alive의 스페셜 에디션 Still Alive의 타이틀곡이다. 음원 발매와 동시에 각 온라인 음원차트 1위를 차지했다.

## 뮤직 비디오
현대카드와의 콜라보레이션으로 특별하게 제작된 스페셜 에디션 음반은 음원 공개에 앞서 5일간 '몬스터' 티저 영상을 공개하였다. 2012년 6월 4일, 뮤직비디오가 공개 된지 하루 만에 유튜브 300만 조회수를 돌파하며 K-POP 역대 최단기간 최다조회수를 기록하였다. 멤버 각각의 개성에 맞게 '몬스터' 캐릭터를 새롭게 재해석하면서도 트렌드를 이끌어가는 그룹답게 스타일리쉬함도 놓치지 않았다는 평을 받았으며, 또한 후반작업에만 한 달가량 공을 들인 특수효과는 단순히 뮤직비디오라고만 말하기 아까울 정도로 영화와 같은 영상미 또한 국내 뮤직비디오에서는 볼 수 없었던 블록버스터급 뮤직비디오로 많은 화제를 모았다.